# 鲁斯兰·麦哲托夫
鲁斯兰·馬克蘇托維奇·麦哲托夫（英語：Ruslan Maksutovich Medzhitov，1966年3月12日—），烏茲別克斯坦生物學家，擔任耶魯醫學院免疫生物學教授，也是耶魯癌症中心和霍华德·休斯医学研究所研究員，研究方向主要為先天免疫系統、炎症反應、适应性免疫先天控制及宿主-病原體相互作用分析。1997年與查爾斯·珍妮薇共同發現了第一個人體類鐸受體——類鐸受體4。2011年當選美國國家科學院院士，并獲邵逸夫獎生命科學及醫學獎。2013年獲維爾切克生物醫學科學獎。

## 外部連結
- HHMI Scientist Bio: Ruslan Medzhitov （页面存档备份，存于）
- 耶魯大學履歷 （页面存档备份，存于）